# Akumetsu
Pour les articles homonymes, voir Akumetsu.
Akumetsu (アクメツ) est un manga de Yoshiaki Tabata, au scénario et Yugo Yuuki, pour le dessin.
« Akumetsu » signifie Éradication du Mal, que le personnage principal s'est fixé comme objectif.

## Résumé
Le récit aborde une question morale : l'utilisation de la violence pour combattre la corruption généralisée.